# 大洲 (臺南市)
大洲，是臺灣臺南市新市區的一個傳統地域名稱，位於該區西南部。相較於今日行政區，其範圍大致包括大洲里不含東部邊界地帶中至南段及東部北側凸出部分及北部邊界地帶中西段。
本地區境內主要聚落為大洲、許厝角、舊園。

## 歷史
台灣日治初期，大洲地區為一街庄，稱為「大洲庄」（舊制街庄），隸屬於新化里西堡。該庄昔日北與港口庄、看西庄為鄰，東與橋頭庄、社內庄為鄰，南邊為三崁店庄、和順藔庄，西邊為六塊藔庄。
1901年（日治明治三十四年）11月11日，全台廢縣廳改設二十廳，該庄隸屬於臺南廳。1904年（明治三十七年）3月31日，該庄編入「新市區」，隸屬於臺南廳。1909年（明治四十二年）10月25日，全台合併二十廳為十二廳，新市區仍隸屬於臺南廳。1920年（大正九年）10月1日，全台地方制度大改正，廢十二廳改設五州二廳，該庄改制為「大洲」大字，隸屬於臺南州新化郡新市庄（新制街庄）。
戰後新市庄改制為新市鄉，隸屬於臺南縣，大字亦改制為村。1950年（民國39年）10月25日，雲、嘉、南分治，新市鄉仍隸屬於臺南縣。2010年（民國99年）12月25日，臺南縣、市合併為直轄臺南市，新市鄉改制為新市區，村亦改制為里。

## 聚落
本地區發展較早的聚落為大洲、許厝角、東勢角（已消失）、舊園，在日治初期的官方地圖上已有記載。

## 交通
國道1號又稱「中山高速公路」，是貫穿台灣西部的兩條縱向高速公路之一，經過本地區中部略偏西，並在北部邊界地帶與國道8號交會處設有台南系統交流道。最近的一般交流道在北側是縣道178號交會處附近的安定交流道；在南側是省道台1線交會處的永康交流道。由此等可快速前往國道1號沿線各地。
國道8號又稱「台南支線」，是台南至新化的東西向快速/高速公路，經過本地區東北部，並在北部邊界地帶國道1號交會處設有台南系統交流道。最近的一般交流道在西側是區道南113線交會處的南133線平交路口；在東側是省道台1線旁南科聯絡道的新市交流道；由此等可快速前往國道8號沿線各地，或銜接國道1號、國道3號。
省道台1線又稱「縱貫公路」，是臺北至楓港的傳統平面幹道，經過本地區東南部邊界地帶。由該道路北行可前往新市區新市市區東郊、善化區、官田區、六甲區等地，南行可前往永康區、東區/南區、仁德區、湖內區等地。
區道南135線是看西至新市的道路，經過本地區的大洲、許厝角兩聚落及舊園聚落南郊。